# Mellerud (commune)
La commune de Mellerud est une commune suédoise du comté de Västra Götaland. Environ 9300 personnes y vivent (2020). Son chef-lieu se situe à Mellerud.

## Localités principales
- Åsensbruk
- Bränna
- Dals Rostock
- Mellerud